# Samoëns
Samoëns is een plaats en gemeente in het Franse departement Haute-Savoie (regio Auvergne-Rhône-Alpes). De gemeente telde 2.193 inwoners op 1 januari 2022. De plaats maakt deel uit van het arrondissement Bonneville en is de grootste plaats van de Vallée du Giffre.
Samoëns ligt centraal in de Vallée du Giffre in de Franse Voor-Alpen. Het dorp ligt net ten zuidwesten van de bergen van de Haut-Giffre, die deel uitmaken van het Giffremassief.
Samoëns is een populaire vakantiebestemming, zowel in de zomer als in de winter. Vanaf de rand van het dorp vertrekt een skilift naar het hoger geleden skigebied Samoëns 1600, ook wel bekend onder de naam Plateau de Saix. Dit gebied is onderdeel van het grotere skigebied Grand Massif, dat ook uit Flaine, Les Carroz, Sixt en Morillon bestaat.

## Demografie
Onderstaande figuur toont het verloop van het inwonertal (bron: INSEE-tellingen).

## Galerij

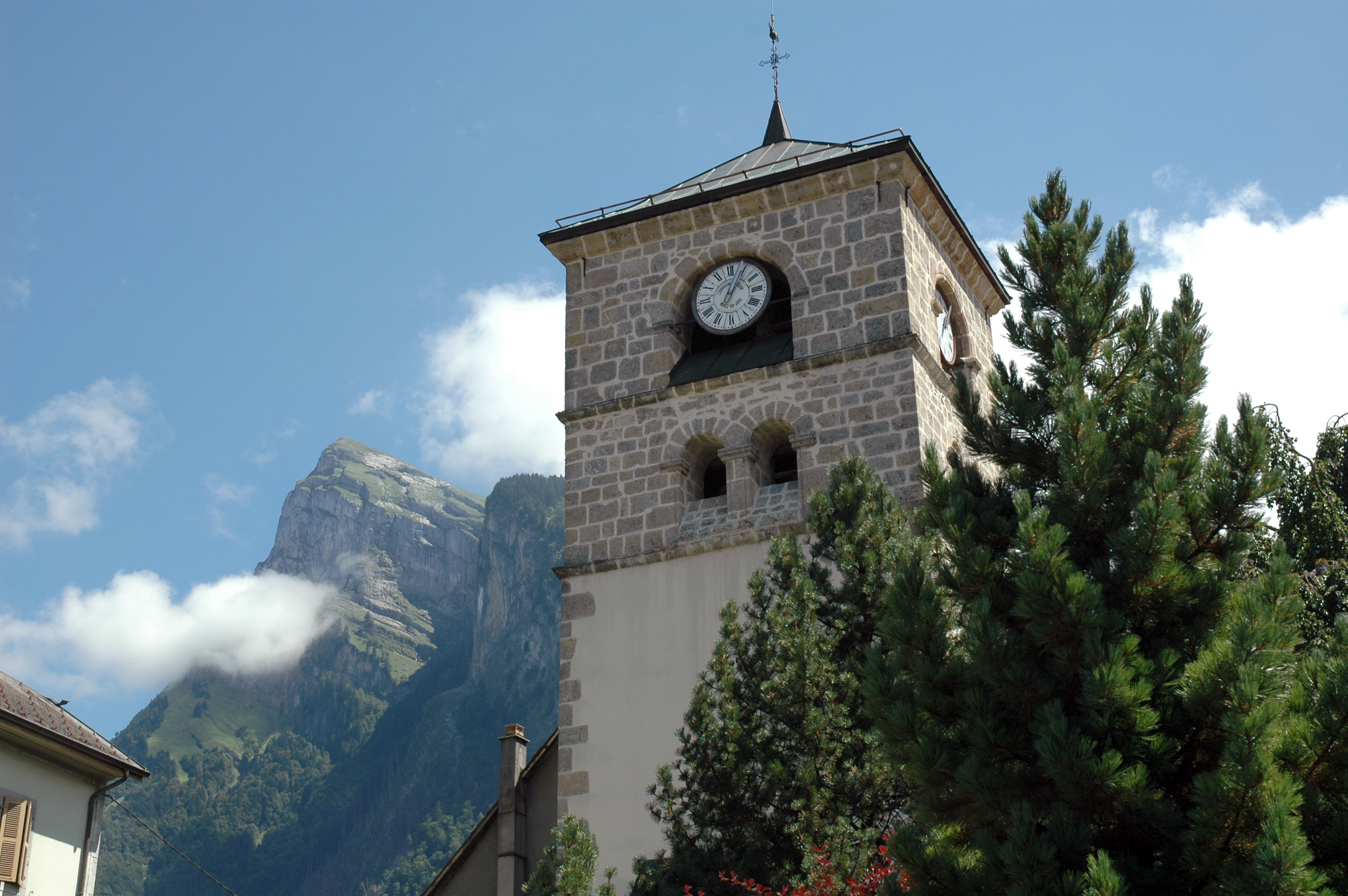
Klokkentoren van de Église Notre-Dame-de-l'Assomption, met de herkenbare Aiguille de Criou in de achtergrond
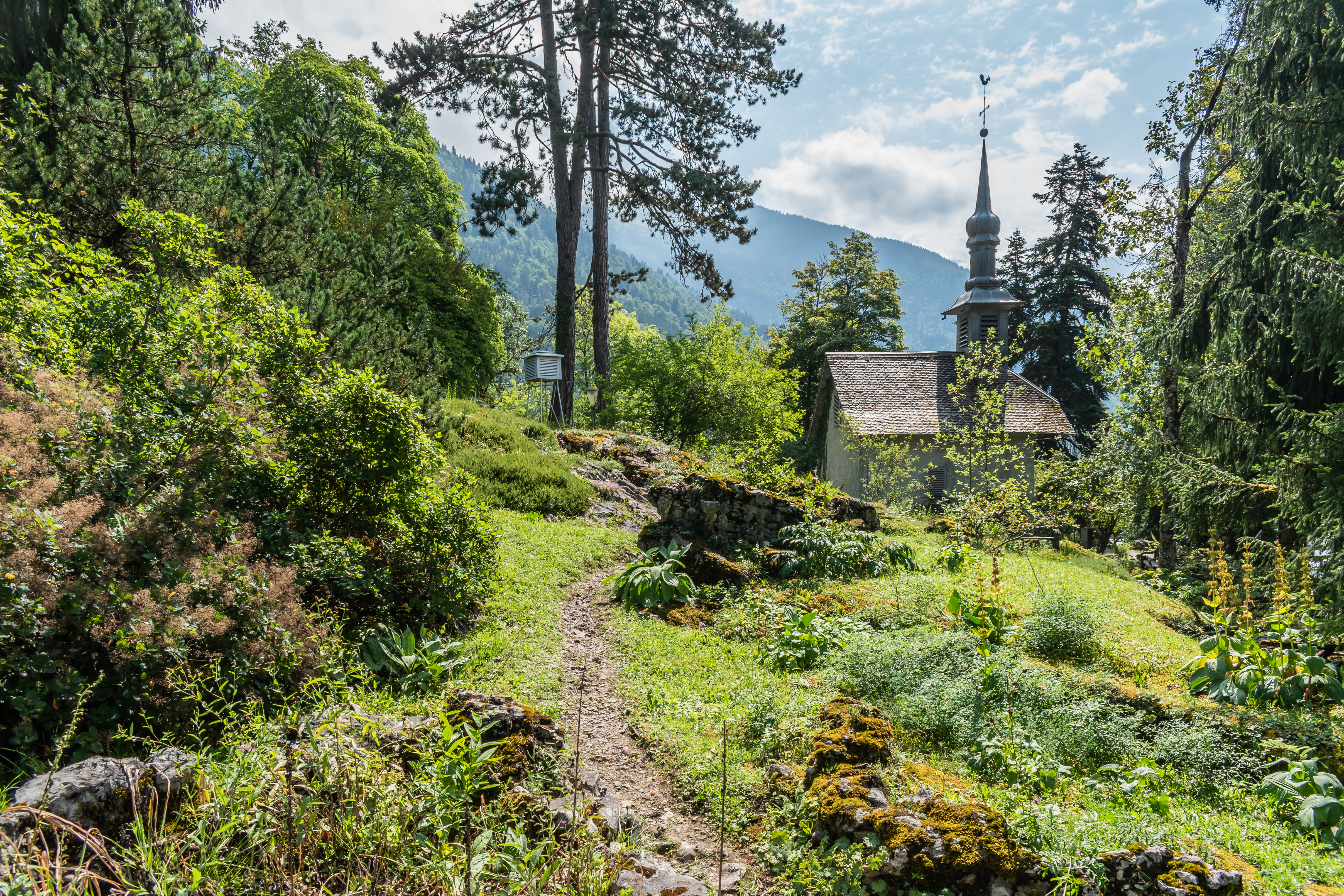
Botanische tuin La Jaÿsinia in Samoëns
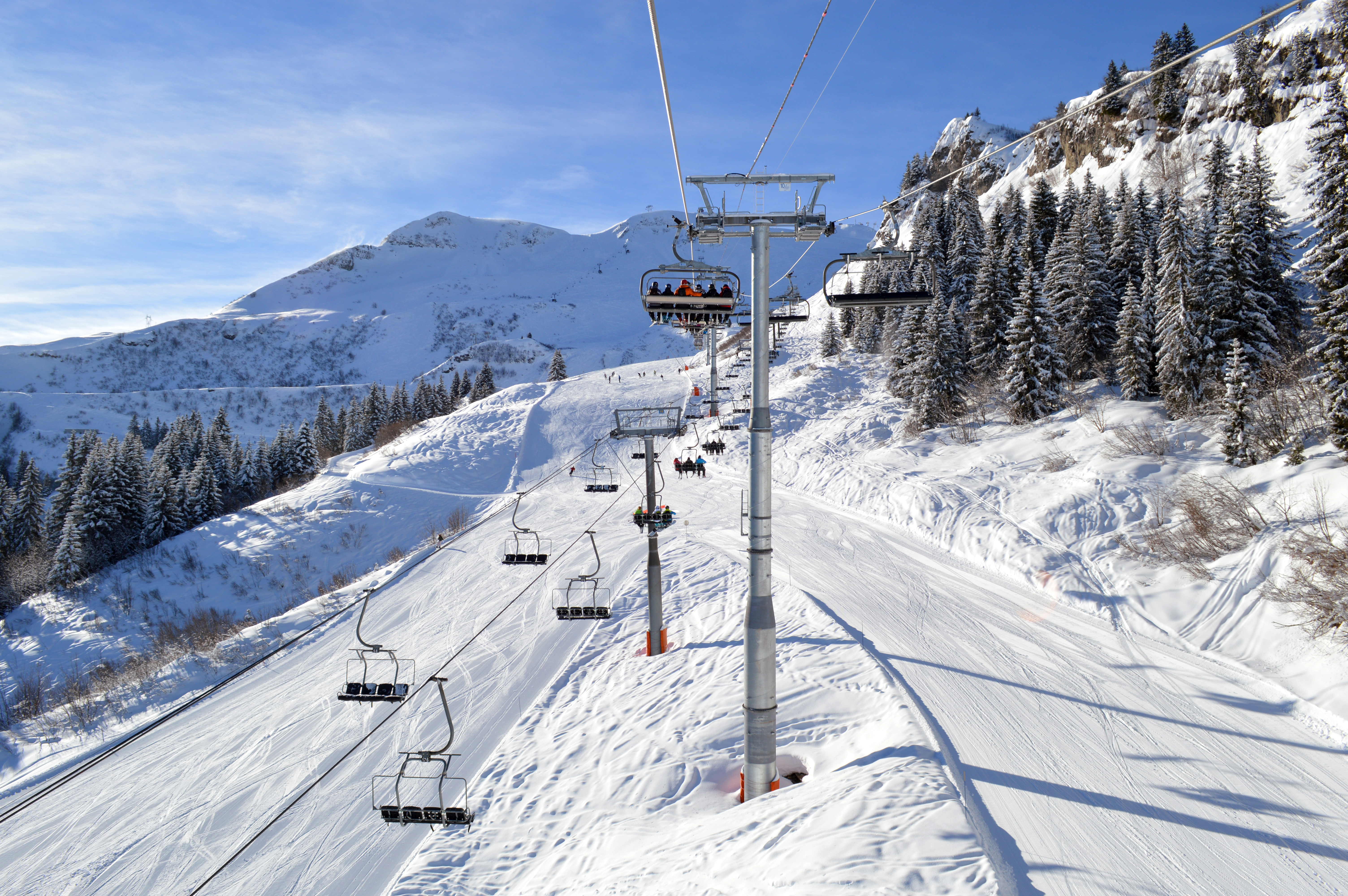
Skilift in het skigebied Samoëns 1600, deel van Grand Massif